# Elisa Maria Damião
Elisa Maria Damião (n. 10 septembrie 1946, Alcobaça, Oeste Subregion⁠(d), Portugalia – d. 7 mai 2022) a fost un om politic portughez, membru al Parlamentului European în perioada 1999-2004 din partea Portugaliei. 